# Джорджевич, Предраг (1990)
Пре́драг Джо́рджевич (серб. Предраг Ђорђевић; 30 июня 1990, Лесковац, Союзная Республика Югославия) — сербский футболист, защитник клуба «Нови-Пазар».

## Клубная карьера
Предраг начал свою карьеру в клубе «Дубочица» из города Лесковаца, в котором он родился.
После пары сезонов в третьей лиге Сербии защитник перешёл в «Ягодину», выступавшую в Суперлиге Сербии. Свой дебютный матч в новом клубе Джорджевич провёл 11 сентября 2010 года во встрече с «Инджией». Всего в сезоне 2010/11 защитник сыграл 13 матчей, в большинстве из которых он выходил на замену. Летом 2011 года игрок для получения игровой практики был отдан в аренду в клуб второй лиги «Синджелич».
Перед началом сезона 2012/13 Джорджевич перешёл в «Явор». Дебютный матч за клуб из Иваницы сыграл 18 августа 2012 года. В матче со «Спартаком» из Суботицы 9 марта 2013 года отметился забитым мячом, ставшим для Предрага первым в Суперлиге Сербии. Всего за два сезона в «Яворе» защитник провёл 46 матчей и забил 2 мяча.
В летнее трансферное окно 2014 года было объявлено о переходе Джорджевича в «Црвену Звезду». В начале 2015 года покинул «звездашей», не проведя ни одной игры за столичный клуб, и присоединился к «Младости» из Лучан. 21 февраля Предраг дебютировал в составе нового клуба, выйдя в стартовом составе во встрече с «Ягодиной».